# Путино (село)
Пу́тино — село в Верещагинском районе Пермского края. Административный центр Путинского сельского поселения.

## Географическое положение
Село расположено на левом берегу реки Лысьва, примерно в 25 км к западу от города Верещагино.
Уличная сеть
- Береговая ул.
- Зелёная ул.
- Комсомольская ул.
- Лесная ул.
- Мелиораторов ул.
- Молодёжная ул.
- Набережная ул.
- Подгорная ул.
- Прудовая ул.
- Садовая ул.
- Советская ул.
- Совхозная ул.
- Трактовая ул.
- Трудовая ул.
- Школьная ул.
- Школьный пер.

## История
Населённый пункт возник в 1850-е годы, когда при строившейся здесь графиней Н. П. Строгановой деревянной Успенской церкви поселились крестьяне из окрестных деревень. Первоначально известно как село Ново-Путинское, а позднее — просто Путинское. С 1860-х годов — центр Путинской волости Оханского уезда. Название заимствовало у сельца Путинского (ныне — деревня Посад), в котором проживали Путины.
В период коллективизации возник колхоз «На страже», позднее существовала сельхозартель им. К. Маркса, которая в 1950 и феврале 1959 года была укрупнена: первый раз слились 3 колхоза, а второй раз — 6. 12 августа 1965 года на базе колхоза им. К. Маркса создан совхоз «Путинский». С 30 ноября 1930 по 1958 год в селе находилась Путинская МТС, имевшая льноводческую направленность.

## Население
| 2010 | 2021  |
| ---- | ----- |
| 998  | ↗1012 |

## Инфраструктура
Религия
В с. Путино находится храм Успения Пресвятой Богородицы Русской православной церкви Московского Патриархата.
В с. Путино с 2000 года действует старообрядческий храм во имя Архангела Михаила и прочих сил бесплотных Русской православной старообрядческой церкви Московской митрополии. Его строили все неравнодушные жители села по просьбе и под началом трех местных пенсионерок: Пугина Таисья Ерофеевна (умерла в 2002 г.), Носкова Надежда Петровна (умерла в 2011 г.) и Онянова Клавдия Ивановна (умерла в 2013 г.). Храм строили с 1996 года. Освятил храм Митрополит московский и всея Руси Алимпий (Гусев) 1 июня 2000 года.
До открытия храма верующие ездили на службу на автобусе в г. Верещагино. Около половины села придерживаются древлеправославной веры. Только за 2000—2006-е годы в храме приняли крещение и довершились от беспоповцев около 600 человек.

## Транспорт
Ближайшая железнодорожная станция — о. п. Путино, расположена в 10 км к юго-востоку от села; примерно на таком же расстоянии расположена и ж/д станция Бородулино.

## Топографические карты
- Лист карты O-40-61 Сепыч. Масштаб: 1 : 100 000. Издание 1989 г.